# Putin (nazwisko)
Putin (rosyjski: Путин) – męskie rosyjskie nazwisko. Jego żeńskim odpowiednikiem jest Putina (rosyjski: Путина).
Osoby o tym nazwisku:
Putin
- Igor Putin (ur. 1953) – radziecko-rosyjski przedsiębiorca, bankowiec, polityk.
- Władimir Putin (ur. 1952) – rosyjski polityk, prezydent Federacji Rosyjskiej.

Putina
- Wiera Putina (1926–2023) – Rosjanka, podająca się za matkę Władimira Putina.
- Ludmiła Putina (ur. 1958) – pierwsza dama Rosji w latach 2000–2008 oraz 2012–2013.
- Katerina Tichonowa z domu Putina (ur. 1986) – rosyjska naukowczyni, menedżerka, tancerka akrobatyczna, druga córka Władimira Putina.